# سباستین پوکونیولی
سباستین پوکونیولی (فرانسوی: Sébastien Pocognoli‎؛ زاده ۱ اوت ۱۹۸۷) بازیکن فوتبال اهل بلژیک است.
وی همچنین در تیم ملی فوتبال بلژیک بازی کرده‌است.